# 84. nordlige breddekreds
Den 84. nordlige breddekreds (eller 84 grader nordlig bredde) er en breddekreds, der ligger 84 grader nord for ækvator. Den løber gennem Ishavet.